# 톄링시
톄링(철령, 중국어 정체자: 鉄嶺, 병음: Tieling)은 중화인민공화국 랴오닝성의 지급시이다. 면적 12,966 km2, 총인구는 306만 명(2007년)이다.

## 지리
랴오닝 성 북부 쑹랴오 평원 중앙에 위치하고 남쪽은 선양, 푸순, 북쪽은 지린성 쓰핑, 동쪽은 푸순 시 칭위안 만족 자치현, 지린 성 랴오위안과 접한다. 서쪽은 선양시 파쿠 현, 캉핑 현, 퉁랴오와 접해 있다.

## 기후
| 톄링시의 기후                                                 | 톄링시의 기후 | 톄링시의 기후 | 톄링시의 기후 | 톄링시의 기후 | 톄링시의 기후 | 톄링시의 기후 | 톄링시의 기후 | 톄링시의 기후 | 톄링시의 기후 | 톄링시의 기후 | 톄링시의 기후 | 톄링시의 기후 | 톄링시의 기후 |
| 월                                                            | 1월           | 2월           | 3월           | 4월           | 5월           | 6월           | 7월           | 8월           | 9월           | 10월          | 11월          | 12월          | 연간          |
| ------------------------------------------------------------- | ------------- | ------------- | ------------- | ------------- | ------------- | ------------- | ------------- | ------------- | ------------- | ------------- | ------------- | ------------- | ------------- |
| 역대 최고 기온 °C (°F)                                        | 8.0 (46.4)    | 17.5 (63.5)   | 21.2 (70.2)   | 29.8 (85.6)   | 34.0 (93.2)   | 37.6 (99.7)   | 37.6 (99.7)   | 35.6 (96.1)   | 33.3 (91.9)   | 29.2 (84.6)   | 22.1 (71.8)   | 13.6 (56.5)   | 37.6 (99.7)   |
| 일평균 최고 기온 °C (°F)                                      | −5.6 (21.9)   | −0.5 (31.1)   | 7.1 (44.8)    | 16.8 (62.2)   | 23.8 (74.8)   | 27.8 (82.0)   | 29.5 (85.1)   | 28.5 (83.3)   | 24.3 (75.7)   | 16.1 (61.0)   | 5.3 (41.5)    | −3.2 (26.2)   | 14.2 (57.5)   |
| 일일 평균 기온 °C (°F)                                        | −11.7 (10.9)  | −6.5 (20.3)   | 1.5 (34.7)    | 10.7 (51.3)   | 17.7 (63.9)   | 22.3 (72.1)   | 24.7 (76.5)   | 23.4 (74.1)   | 17.9 (64.2)   | 9.9 (49.8)    | 0.1 (32.2)    | −8.6 (16.5)   | 8.5 (47.2)    |
| 일평균 최저 기온 °C (°F)                                      | −16.8 (1.8)   | −11.9 (10.6)  | −3.7 (25.3)   | 4.8 (40.6)    | 11.8 (53.2)   | 17.1 (62.8)   | 20.6 (69.1)   | 19.2 (66.6)   | 12.4 (54.3)   | 4.6 (40.3)    | −4.5 (23.9)   | −13.2 (8.2)   | 3.4 (38.1)    |
| 역대 최저 기온 °C (°F)                                        | −34.6 (−30.3) | −29.0 (−20.2) | −18.2 (−0.8)  | −7.8 (18.0)   | 0.7 (33.3)    | 5.4 (41.7)    | 11.5 (52.7)   | 7.6 (45.7)    | 0.1 (32.2)    | −8.8 (16.2)   | −20.8 (−5.4)  | −30.0 (−22.0) | −34.6 (−30.3) |
| 평균 강수량 mm (인치)                                         | 5.3 (0.21)    | 7.8 (0.31)    | 15.0 (0.59)   | 32.1 (1.26)   | 60.3 (2.37)   | 90.6 (3.57)   | 175.1 (6.89)  | 163.7 (6.44)  | 52.6 (2.07)   | 38.0 (1.50)   | 20.7 (0.81)   | 10.5 (0.41)   | 671.7 (26.43) |
| 평균 강수일수 (≥ 0.1 mm)                                      | 3.6           | 3.2           | 4.7           | 6.8           | 9.5           | 12.0          | 12.4          | 11.4          | 7.2           | 6.8           | 5.8           | 4.8           | 88.2          |
| 평균 강설일수                                                 | 5.0           | 4.2           | 4.5           | 1.4           | 0             | 0             | 0             | 0.2           | 0.1           | 0.8           | 4.5           | 6.5           | 27.2          |
| 평균 상대 습도 (%)                                            | 60            | 53            | 48            | 46            | 51            | 65            | 76            | 79            | 69            | 61            | 60            | 62            | 61            |
| 평균 월간 일조시간                                            | 188.4         | 200.4         | 237.7         | 234.8         | 264.6         | 239.7         | 212.5         | 216.9         | 239.5         | 212.3         | 172.3         | 164.5         | 2,583.6       |
| 가능 일조율                                                   | 64            | 67            | 64            | 58            | 58            | 53            | 46            | 51            | 65            | 63            | 59            | 58            | 59            |
| 출처: 중국기상국 (평년값: 1991년~2020년, 극값: 1981년~2010년) |               |               |               |               |               |               |               |               |               |               |               |               |               |

## 역사
춘추전국시대에는 동호의 거주지였고, 연나라의 혜왕은 요동군을 설치하였다. 한나라 때는 현토군에 속했고 당나라 때 발해의 지배하에 부주(富州)로 개칭했다. 917년, 요나라는 은주(銀州)로 개칭했고 명나라 때 은에 철령위가 설치되었으며, 1664년에 청나라에 의해 철령위가 폐지되고 철령현이 설치되었다.
러일전쟁 후 일본인 거류지가 증가했고 일본군이 주둔하였다. 국공내전 때 중국 국민당에 대한 무장 게릴라전을 수행되었으며 1948년 10월 28일에 해방군이 입성했다.

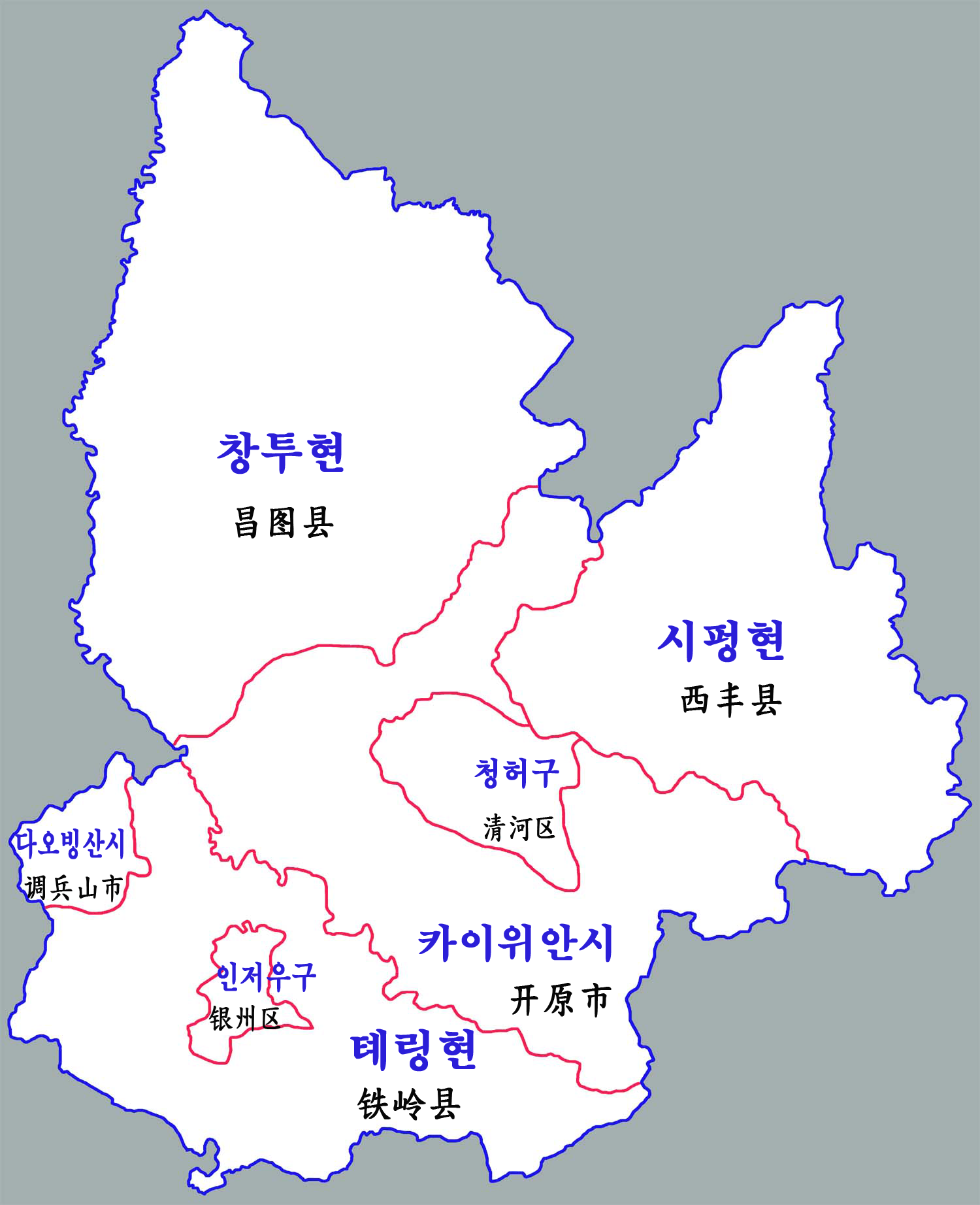
톄링시 현급구역

## 행정 구역
시할구
- 인저우 구(银州区)
- 칭허 구(清河区)

지급시
- 카이위안 시(开原市)
- 댜오빙산 시(调兵山市)

현
- 톄링 현(铁岭县)
- 창투 현(昌图县)
- 시펑 현(西丰县)

하위 향진은 51개 진, 38개 향(이 중 13개의 민족향)이다.

## 경제
도시의 주요 산업은 석탄 채굴이다.

## 민족
한족, 만주족, 조선족, 몽골족, 후이족, 시버족, 위구르족, 러시아인 등 31개 민족이 살며 총인구 290만 명 중, 한족이 77.7%이다. 카이위엔과 시리 현은 소수 민족이 많고 각각 54.5%와 40.8%을 점한다. 한족은 카이위안과 시펑 현에 많고 조선족은 카이위안과 톄링 현, 칭허 구, 인저우 구에 많다.
| 민족이름                 | 한족      | 만주족  | 시버족 | 조선족 | 몽골족 | 후이족 | 먀오족 | 둥족 | 투자족 | 부이족 | 기타 민족 |
| ------------------------ | --------- | ------- | ------ | ------ | ------ | ------ | ------ | ---- | ------ | ------ | --------- |
| 인구 수                  | 1,838,821 | 486,985 | 21,230 | 17,227 | 12,142 | 9,241  | 522    | 299  | 279    | 233    | 1,315     |
| 인구비율(%)              | 76.99     | 20.39   | 0.89   | 0.72   | 0.51   | 0.39   | 0.02   | 0.01 | 0.01   | 0.01   | 0.06      |
| 소수민족 인구 중 비율(%) | －        | 88.63   | 3.86   | 3.14   | 2.21   | 1.68   | 0.10   | 0.05 | 0.05   | 0.04   | 0.24      |

## 유명인
- 이성량
- 이여송